# بوجومارينو
بوجومارينو، (بالإنجليزية: Poggiomarino)‏، هي (بلدية) في مدينة نابولي متروبوليتان، في إقليم كامبانيا الإيطالي، وتقع على بعد حوالي 25 كم شرق نابولي.

## السكان
في سنة 1861 بلغ عدد السكان 4٬881 نسمة، وتطور العدد ليصل في سنة 2011 لـ 21٬206 نسمة.
يظهر هذا المخطط البياني تطور النمو السكاني لـ بوجومارينو